# Nanochromis
Nanochromis là chi (sinh học) thuộc họ Cá hoàng đế. Các loài này là loài đặc hữu của sông Congo ở Trung Phi.

## Phân loài
- Nanochromis consortus
- Nanochromis minor
- Nanochromis nudiceps
- Nanochromis parilus
- Nanochromis splendens
- Nanochromis teugelsi
- Nanochromis transvestitus
- Nanochromis wickleri